# 청춘학당: 풍기문란 보쌈 야사
"청춘학당: 풍기문란 보쌈 야사"는 2014년에 개봉한 대한민국의 영화이다.

## 캐스팅
- 이민호 : 목원 역
- 배슬기 : 향아 역
- 안용준 : 류 역
- 백봉기 : 학문 역
- 송영규 : 목원부 역
- 성은 : 정씨부인 역
- 손동수 : 바보신랑 역
- 최종훈 : 훈장 역
- 최나경 : 묘령 역
- 김구현 : 형방 역
- 하윤서 : 홍실 역
- 이원재 : 형방 부하 역
- 허인범 : 오복 역
- 엄민혁 : 유봉 역
- 전신혜 : 애랑 역
- 차영남 : 안경도령 역
- 박범규 : 엘리트도령 역
- 정재식 : 남학동 1 역
- 문정수 : 갖바치 역
- 도승지 : 의원 역
- 이상철 : 보부상 1 역
- 박형석 : 보부상 2 역
- 홍순국 : 보부상 3 역
- 임다슬 : 여학동 1 역
- 문혜인 : 여학동 2 역
- 이민영 : 여학동 3 역
- 김봉수 : 정난 부 역
- 임전형 : 기생 역